# Massenhausen (Bad Arolsen)
Massenhausen ist ein Stadtteil von Bad Arolsen im nordhessischen Landkreis Waldeck-Frankenberg.

## Geographische Lage
Massenhausen liegt im Waldecker Land wenige Hundert Meter östlich der Grenze zu Nordrhein-Westfalen, wo sich die nahe gelegene Ortschaft Canstein befindet, und etwa 4 km westnordwestlich von Bad Arolsen. Direkt südlich vorbei am Dorf, durch das die Landesstraße 3078 führt, fließt die in Richtung Bad Arolsen strebende Thiele.

## Geschichte

### Ortsgeschichte
Die älteste bekannte schriftliche Erwähnung von Massenhausen  erfolgte im 13. Jahrhundert unter dem Namen Massenhus in einem Zehntverzeichnis des Klosters Corvey.
Die nächste bekannte Erwähnung erfolgte in einer Urkunde aus dem Jahre 1300, in der die Ritter Stephan und Konrad von Horhausen (heute: Niedermarsberg) eine Hufe (Ackergut) in Massenhausen an das Augustinerinnen Kloster Aroldessen schenkten.
Im Jahr 1503 wird Massenhausen  als Wüstung bezeichnet, wurde aber bis spätestens 1537 wieder besiedelt.
Die Kirche ist das älteste Bauwerk im Dorf.
Lindenplatz
Alte Urkunden belegen, dass an diesem Platz bereits 1339 Recht gesprochen wurde. Hier tagte das Gogericht oder Thing. Im 15. Jahrhundert wechselte der Richtplatz nach Mengeringhausen. 1865 bis 1962 stand hier das Spritzenhaus. Dies war zur Zeit der Gebäudeerrichtung fast der höchste bebaute Platz in Massenhausen, so dass die Feuerspritze auch ohne Pferde schnell zum Brandort geschafft werden konnte. Auch wurden hier vom Ortsgendarm Landstreicher für eine Nacht festgesetzt, wenn sie sich nicht an Recht und Ordnung hielten.
Hessische Gebietsreform (1970–1977)
Zum 31. Dezember 1971 wurde die bis dahin selbständige Gemeinde Massenhausen im Zuge der Gebietsreform in Hessen auf freiwilliger Basis in die Stadt Arolsen eingemeindet.
Für Massenhausen, wie für alle durch die Gebietsreform eingegliederten Gemeinden, wurden Ortsbezirke mit Ortsbeirat und Ortsvorsteher nach der Hessischen Gemeindeordnung gebildet.

### Verwaltungsgeschichte im Überblick
Die folgende Liste zeigt die Staaten bzw. Herrschaftsgebiete und deren untergeordnete Verwaltungseinheiten, in denen Massenhausen lag:
- 1537 und später: Heiliges Römisches Reich, Grafschaft Waldeck, Amt Mengeringhausen
- ab 1712: Heiliges Römisches Reich, Fürstentum Waldeck, Amt Arolsen
- ab 1807: Fürstentum Waldeck, Amt Arolsen
- ab 1815: Fürstentum Waldeck, Oberamt der Diemel (Sitz in Arolsen)
- ab 1816: Fürstentum Waldeck, Oberjustizamt der Diemel (Sitz in Rhoden)
- ab 1850: Fürstentum Waldeck-Pyrmont (seit 1849), Kreis der Twiste (Sitz bis 1857 in Mengeringhausen, dann in Arolsen)[Anm. 1]
- ab 1867: Fürstentum Waldeck-Pyrmont (Akzessionsvertrag mit Preußen), Kreis der Twiste
- ab 1871: Deutsches Reich, Fürstentum Waldeck-Pyrmont, Kreis der Twiste
- ab 1919: Deutsches Reich, Freistaat Waldeck-Pyrmont, Kreis der Twiste
- ab 1929: Deutsches Reich, Freistaat Preußen, Provinz Hessen-Nassau, Regierungsbezirk Kassel, Kreis der Twiste
- ab 1942: Deutsches Reich, Freistaat Preußen, Provinz Hessen-Nassau, Regierungsbezirk Kassel, Landkreis Waldeck
- ab 1944: Deutsches Reich, Freistaat Preußen, Provinz Kurhessen, Regierungsbezirk Kassel, Landkreis Waldeck
- ab 1945: Amerikanische Besatzungszone, Groß-Hessen, Regierungsbezirk Kassel, Landkreis Waldeck
- ab 1946: Amerikanische Besatzungszone, Land Hessen, Regierungsbezirk Kassel, Landkreis Waldeck
- ab 1949: Bundesrepublik Deutschland, Land Hessen, Regierungsbezirk Kassel, Landkreis Waldeck
- ab 1972: Bundesrepublik Deutschland, Land Hessen, Regierungsbezirk Kassel, Landkreis Waldeck, Stadt Bad Arolsen[Anm. 2]
- ab 1974: Bundesrepublik Deutschland, Land Hessen, Regierungsbezirk Kassel, Landkreis Waldeck-Frankenberg, Stadt Bad Arolsen

### Bevölkerung
Einwohnerstruktur 2011
Nach den Erhebungen des Zensus 2011 lebten am Stichtag dem 9. Mai 2011 in Massenhausen 510 Einwohner. Darunter waren 15 (2,9 %) Ausländer.
Nach dem Lebensalter waren 105 Einwohner unter 18 Jahren, 204 waren zwischen 18 und 49, 99 zwischen 50 und 64 und 102 Einwohner waren älter. Die Einwohner lebten in 186 Haushalten. Davon waren 33 Singlehaushalte, 51 Paare ohne Kinder und 81 Paare mit Kindern, sowie 18 Alleinerziehende und 3 Wohngemeinschaften. In 36 Haushalten lebten ausschließlich Senioren und in 114 Haushalten leben keine Senioren.
Einwohnerentwicklung
 Quelle: Historisches Ortslexikon
- 1541: 26 Häuser
- 1620: 41 Häuser
- 1650: 15 Häuser
- 1738: 44 Häuser
- 1770: 58 Häuser, 304 Einwohner

| Massenhausen: Einwohnerzahlen von 1770 bis 2015 | Massenhausen: Einwohnerzahlen von 1770 bis 2015 | Massenhausen: Einwohnerzahlen von 1770 bis 2015 | Massenhausen: Einwohnerzahlen von 1770 bis 2015 | Massenhausen: Einwohnerzahlen von 1770 bis 2015 |
| --- | ----------------------------------------------- | ----------------------------------------------- | ----------------------------------------------- | ----------------------------------------------- |
| Jahr |                                                 |                                                 |                                                 | Einwohner                                       |
| 1770 | 1770                                            |                                                 | 304                                             | 304                                             |
| 1800 | 1800                                            |                                                 | ?                                               | ?                                               |
| 1834 | 1834                                            |                                                 | 453                                             | 453                                             |
| 1840 | 1840                                            |                                                 | 470                                             | 470                                             |
| 1846 | 1846                                            |                                                 | 510                                             | 510                                             |
| 1852 | 1852                                            |                                                 | 529                                             | 529                                             |
| 1858 | 1858                                            |                                                 | 492                                             | 492                                             |
| 1864 | 1864                                            |                                                 | 483                                             | 483                                             |
| 1871 | 1871                                            |                                                 | 436                                             | 436                                             |
| 1875 | 1875                                            |                                                 | 430                                             | 430                                             |
| 1885 | 1885                                            |                                                 | 430                                             | 430                                             |
| 1895 | 1895                                            |                                                 | 413                                             | 413                                             |
| 1905 | 1905                                            |                                                 | 389                                             | 389                                             |
| 1910 | 1910                                            |                                                 | 376                                             | 376                                             |
| 1925 | 1925                                            |                                                 | 368                                             | 368                                             |
| 1939 | 1939                                            |                                                 | 365                                             | 365                                             |
| 1946 | 1946                                            |                                                 | 519                                             | 519                                             |
| 1950 | 1950                                            |                                                 | 499                                             | 499                                             |
| 1956 | 1956                                            |                                                 | 445                                             | 445                                             |
| 1961 | 1961                                            |                                                 | 410                                             | 410                                             |
| 1967 | 1967                                            |                                                 | 423                                             | 423                                             |
| 1980 | 1980                                            |                                                 | ?                                               | ?                                               |
| 1990 | 1990                                            |                                                 | ?                                               | ?                                               |
| 2000 | 2000                                            |                                                 | ?                                               | ?                                               |
| 2011 | 2011                                            |                                                 | 510                                             | 510                                             |
| 2015 | 2015                                            |                                                 | 505                                             | 505                                             |
| Datenquelle: Historisches Gemeindeverzeichnis für Hessen: Die Bevölkerung der Gemeinden 1834 bis 1967. Wiesbaden: Hessisches Statistisches Landesamt, 1968. Weitere Quellen: LAGIS; Zensus 2011 |                                                 |                                                 |                                                 |                                                 |

Religionszugehörigkeit
| • 1885: | 403 evangelische (= 97,58 %), vier katholische (= 0,97 %), sechs jüdische (= 1,45 %) Einwohner |
| • 1961: | 388 evangelische (= 94,36 %), 16 katholische (= 3,90 %) Einwohner                              |

## Kultur und Sehenswürdigkeiten
Kirche

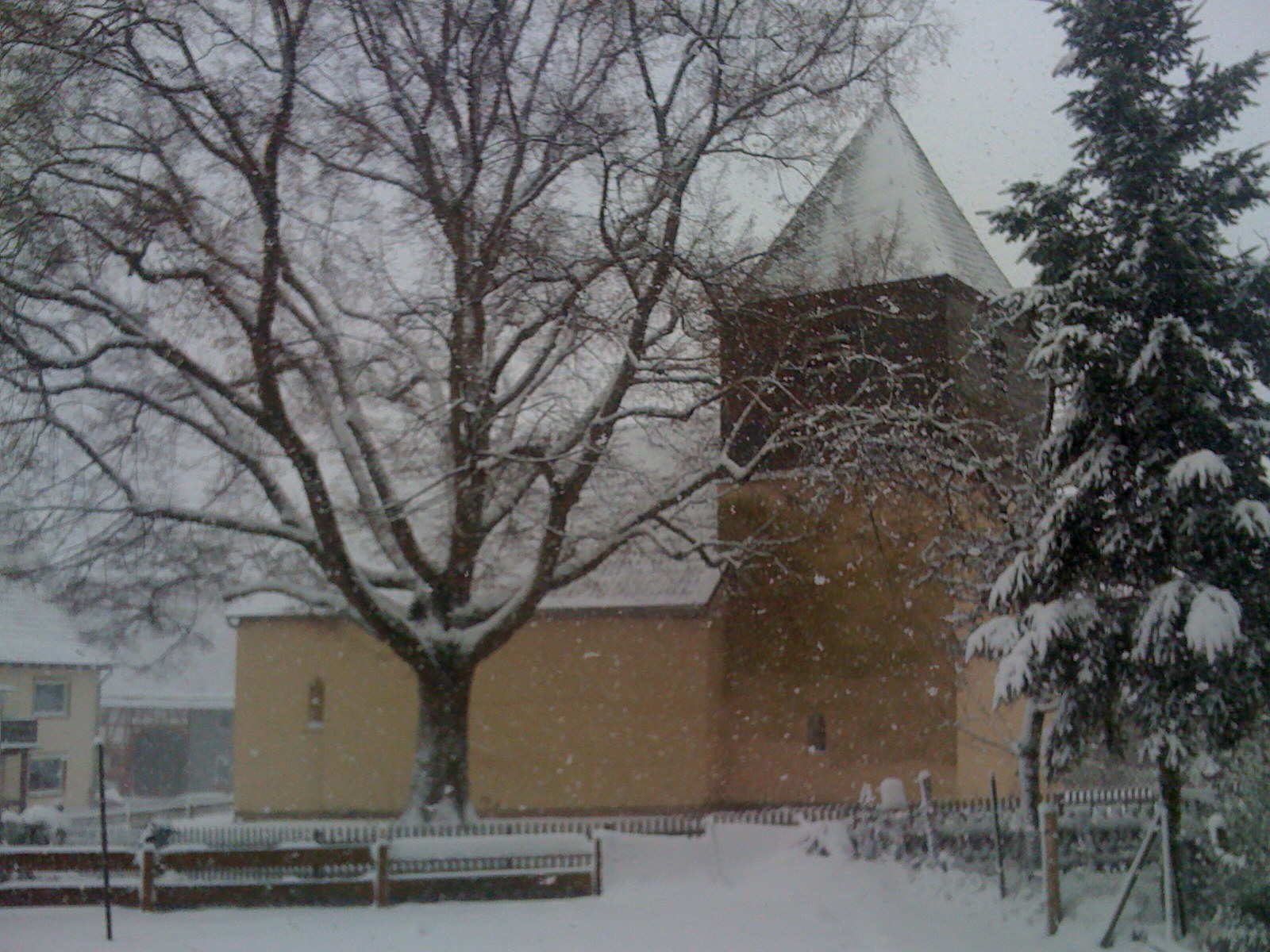
Kirche Massenhausen – Nordseite

Ihre Lage auf einem ebenen erhöhten Vorsprung und vermauerte Schießscharten im Kirchturm weisen auf den ursprünglich wehrhaften Charakter der Anlage im späten Mittelalter (Wehrkirche) hin. Bemerkenswert sind alte Hofanlagen mit charakteristischen Längs- und Querdielenhäusern, die sich in der Dorfmitte um die Kirche gruppieren.
Museen
- Waldecker Spielzeugmuseum[7]

## Persönlichkeiten
- Wilhelm Heinrich Bernhard Karl Grebe (1817–1872), deutscher Gutsbesitzer und Politiker
- Karl Schnaar (1876–1941), deutscher Landwirt und Politiker